# توسانتوس
بلدية توسانتوس (بالإسبانية: Tosantos)‏, هي إحدى بلديات مقاطعة برغش, التي تقع في منطقة قشتالة وليون, والتي تقع في شمال غرب إسبانيا.
يبلغ عدد سكانها 57 نسمة وفقاً لإحصائية سنة (2002).